# Aloyse David
Aloyse David (sinh ngày 25 tháng 6 năm 1922 tại Bürden) là một nhà sử học và nhà  người Luxembourg.
David đã bị Đức quốc xã tuyển dụng cưỡng bức trong Chiến tranh thế giới thứ hai. Vào cuối năm 1942, ông đào ngũ và trú ẩn ở Réiden với Marie Moes, người mà ông kết hôn vào năm 1945. Sau chiến tranh, ông đến Diekirch, và làm công chức tại Banque et Caisse d'Épargne de l'État cho đến khi nghỉ hưu vào năm 1978.
Sau khi nghỉ hưu, Aloyse David đã chuyên tâm nghiên cứu gia phả học cũng như lịch sử địa phương của Diekirch. Ông là tác giả của một số cuốn sách và bài báo trong lĩnh vực mà ông quan tâm.

## Tác phẩm (chọn lọc)
- David, Aloyse & Marc Weydert, 1997. Au nom de la loi!: Berichte aus Zeitungen, Archiven und Privatsammlungen über die Gerechtigkeitspflege im Justizbezirk Diekirch im 19. Jahrhundert. Diekirch: Impr. du Nord, 158 tr.
- David, Aloyse & Marc Weydert, 2000. Alexis Heck, Begründer des Luxemburger Tourismus: 50 LTH. [Diekirch]: LTHAH: ALDEH, Luxemburg, Service des imprimés de l'Etat, 249 tr.
- David, Aloyse & Serge Kugener, 2005. Der Bildhauer Michel Deutsch (1837–1905). In: Den Deiwelselter: Informatiounsblat vun der Gemeng Dikrich. Dikrich: Gemeng. N° 4(2005), tr. 8–13.
- David, Aloyse, 2010. Das Handwerk in Diekirch: eine Auflistung Diekircher Handwerker vom 16. Jahrhundert bis heute. Diekirch: A. David, Impr. Faber, Mersch, 480 tr. ISBN 978-99959-676-0-4[1]
- David, Aloyse, 2011. Dikricher Famillen a Betrieber. Diekirch: A. David: Éd. Lezarts, 2011, Impr. Faber, Mersch, 240 tr.
- David, Aloyse, 2012. Zwangsëmsiedlung von der Famill Robert Eyschen: Diekircher vor dem Deutschen Sondergericht: Amicale Ons Jongen. Diekirch: A. David: Éd. Lezarts, 36 tr. ISBN 978-99959-676-3-5